# Antonio Tejero Molina
Antonio Tejero Molina (Alhaurín el Grande, 30 aprile 1932) è un ex militare, criminale e golpista spagnolo.
Ex tenente colonnello della Guardia Civil spagnola, è stato uno dei principali capi del colpo di Stato in Spagna del 23 febbraio 1981, conosciuto anche come 23-F.

## Biografia
Nel 1979 era stato processato per un tentativo di colpo di Stato, conosciuto come Operazione Galaxia, che avrebbe dovuto essere attuato l'anno precedente. Per questo fatto era stato condannato a sette mesi di carcere.

### 23-F
Il pomeriggio del 23 febbraio 1981, al comando di circa 200 militi della Guardia Civil, assaltò con pistola in pugno il Congresso dei Deputati, che in quel momento celebrava la sessione di investitura di Leopoldo Calvo-Sotelo come Presidente del Governo, e sequestrò tutti i deputati. Nella notte 250 volontari portoghesi di estrema destra attraversarono il confine per aiutare il golpe, mentre Jaime Milans del Bosch, Capitano generale della terza armata a Valencia, con corollario di carri armati nelle strade, occupò il campo nella città spagnola.
La fermezza della neonata democrazia spagnola e del giovane re Juan Carlos fu decisiva per isolare gli insorti e stroncare il tentativo di colpo di Stato: alle 10 di mattina del 24 febbraio Tejero si arrese e a mezzogiorno – alle condizioni decise con gli emissari del re in quello che fu chiamato il pacto del capò – fu arrestato, mentre a Valencia veniva bloccato Milans.

### Dopo il colpo di Stato
Espulso dalla Guardia Civil, processato e incarcerato, venne prima rinchiuso nel castello di La Palma e poi trasferito nella prigione di Alcalá de Henares fino al 2 dicembre 1996, quando gli fu permesso di uscire in libertà condizionale. In vista delle elezioni generali del 1982 creò una lista di estrema destra chiamata Solidaridad Española, che però ottenne solo 28 451 voti (lo 0,14% dei consensi).
Ha stabilito la residenza a Alhaurín de la Torre, presso Malaga. Il 24 ottobre 2019 ha presenziato alla cerimonia di reinumazione di Francisco Franco nel cimitero di Mingorrubio-El Pardo, senza però poter accedere alla struttura cimiteriale, riservata ai soli stretti familiari del Generalísimo. La cerimonia di sepoltura è stata tuttavia officiata da suo figlio, padre Ramón Tejero.